# Lista de personagens de Amor e Revolução
Amor e Revolução é uma telenovela brasileira produzida pelo SBT cuja estreia foi em 5 de abril de 2011. Escrita por Tiago Santiago, com colaboração de Renata Dias Gomes e Miguel Paiva e com direção de Reynaldo Boury, Luiz Antônio Piá e Marcus Coqueiro e produção-executiva de Sérgio Madureira. É uma obra representativa na história da teledramaturgia do país por ser a primeira telenovela a ter a ditadura militar brasileira como parte central de seu enredo e a exibir um beijo entre duas pessoas do mesmo sexo.
Esta é uma lista de personagens que compõem o elenco da telenovela. Graziella Schmitt, Cláudio Lins, Thaís Pacholek, Gustavo Haddad, Lúcia Veríssimo, Licurgo Spínola, Patrícia de Sabrit, Reynaldo Gonzaga e Nico Puig interpretam os papéis principais, numa trama que narra uma história de amor entre José Guerra, filho de um militar, e Maria Paixão, líder de um movimento estudantil que combate com forças armadas a ditadura militar no Brasil. O amor de Maria Paixão e José Guerra - proibido por lutarem por causas diferentes - é chamado de "à la Romeu e Julieta", a famosa peça de teatro escrita pelo poeta William Shakespeare no final do século XVI, aonde dois jovens se apaixonam mas são impedidos de amar pelas famílias que são rivais.

## Personagens

### Maria Paixão (Graziella Schmitt)
Uma linda mulher. É uma das líderes do Movimento Estudantil em 1964. Estudante de Ciências Sociais, engajada na luta pela democracia. Ingressa no Movimento Guerrilheiro, disposta a dar a vida pelo ideal de liberdade no Brasil. Sua opção pela luta a leva a ter problemas em casa com a família. Maria começa questionar o Movimento Guerrilheiro, mas seu comprometimento é grande demais para que ela possa retomar a vida normal. Seu amor é disputado por dois homens: José e Mário. A paixão que brota por José é aparentemente impossível, pois estão em lados opostos. Mário parece ser o homem certo, apaixonado por ela desde os tempos da adolescência. Um amor impossível explode com força quando José deserta do Exército para se unir a ela na guerrilha. Os dois se tornam fugitivos da grande força militar. Maria sofre para proteger José. O amor dos dois supera grandes obstáculos.

### Major José Guerra (Cláudio Lins)
Major do Exército, de família de militares, José é essencialmente um democrata e discorda dos rumos que o governo militar toma no Brasil. Em 1964, contra a tomada do poder pelos militares, rende a ele grandes confrontos com seu pai, o General Lobo Guerra. José vai trabalhar no Setor de Inteligência do Exército e passa a acompanhar o movimento estudantil. Ele conhece Maria e se apaixona. Ela desconhece sua verdadeira identidade. Ele a protege em mais de um confronto. José se encanta com Maria. Por amor, ele abdica do conforto de sua posição. José Guerra e Maria Paixão travam uma luta desigual contra policiais do DOPS e militares. Os dois caem na clandestinidade, são perseguidos, mas lutam pelos seus ideais. O amor de José por Maria é seu guia durante toda a história. José tem péssimo relacionamento com o pai, mas herdou o bom caráter da mãe, Ana. José também tem grandes problemas com o irmão Filinto, também militar como ele. Tenta colocar Feliciana para fora da Mansão Guerra, que também maltrata as meninas.

### Rubens Batistelli (Licurgo Spínola)
Dissidente do Partidão, rompe com Luiz Carlos Prestes para partir para a luta armada e se torna uma lenda entre os revolucionários da época. Chefia assaltos a bancos e casas de milionários para conseguir dinheiro para financiar a guerrilha. Também participa de grandes sequestros. Torna-se uma das pessoas mais procuradas do Brasil. Grande líder da esquerda armada em sua época.

### Thiago Paixão (Mário Cardoso)
Pai de Maria. Jornalista, comunista, membro do Partidão há muitos anos. Foi preso e torturado em 1937, quando ainda era muito jovem. Thiago prioriza a organização das massas contra a ditadura. Tem divergências com sua filha Maria. Ama a mulher, Lúcia, mas seu casamento entra em crise. Thiago é cassado e vê a estrutura familiar desmoronar. Sua casa se torna praticamente um “aparelho”, esconderijo de guerrilheiros. O apoio aos guerrilheiros foragidos é descoberto, e ele é levado ao DOPS. Lúcia também é levada ao DOPS. Ele tem também sérios conflitos com o filho João. Thiago sente grande atração por Jandira, colega da redação. Perigoso para o seu casamento é a relação com a dona do Jornal, Marina.

### Miriam Santos (Thaís Pacholek)
Belíssima, alienada, vai trabalhar no Teatro por causa de seu envolvimento com Duarte. Cotada para ser estrela de novelas, se alia ao Movimento Guerrilheiro por influência dos colegas. Passa a fazer campanhas contra o movimento terrorista. Por causa de sua opção, entra em conflito com o grande amor de sua vida, que é Duarte. Mas acaba saindo do teatro, onde segue para a Mansão Guerra onde se apaixona por José, que a contrata para ser babá das meninas.

### Lúcia Paixão (Fátima Freire)
Mãe de Maria e João, esposa de Thiago, Lúcia é professora universitária. Não adere à luta armada, mas é simpatizante. Provoca em seus alunos um pensamento independente, contestador. Acredita nos valores da democracia e nos direitos humanos. Dá força aos estudantes, amigos de Maria. Lúcia sofre com a separação da família. Ela luta para reencontrar os filhos e o marido. Sofre com as suspeitas de que seu marido é infiel. Fica ressentida por seu casamento ter esfriado nos últimos anos.

### Ana Guerra (Glauce Graieb)
Esposa de Lobo Guerra, mãe de José e Filinto. Ela sofre abusos verbais do marido, mas encontra consolo e compreensão apenas no filho mais novo, José. Depois da deserção de José, as coisas pioram muito em sua casa, e Ana passa a viver praticamente como uma prisioneira em seu próprio lar. Chega a ser torturada pelo marido com a conivência do filho mais velho, Filinto. Ela tenta fugir das garras do marido e passa a procurar pelo filho José, que está desaparecido.

### Marina Campobelo (Giselle Tigre)
Dona de um jornal. Bela e rica. Mulher poderosa que tem a coragem de desafiar a ditadura. Seu jornal sofre as consequências por conta de sua oposição à tortura. É interrogada e até mesmo levemente torturada, uma clara demonstração de que nem mesmo os ricos estão livres da violência da ditadura militar.

### Dra. Marcela (Luciana Vendramini)
Advogada, ajuda Marina e o pessoal do jornal nas lutas contra a ditadura. É a defensora de todos os presos e torturados. Consegue reunir provas contra os torturadores. É perseguida e tem que se esconder. Assim como outros personagens, corre perigo de vida. É homossexual e acaba se apaixonando por Marina.

### Stela Lira (Joana Limaverde)
Jovem estrela, linda mulher, musa da companhia de Teatro. Revolucionária, libertária, independente, acredita no amor livre, o que cria grandes problemas para seus relacionamentos. Vive triângulo amoroso com dois grandes amigos, João, que também é ator da Companhia, e Mário, que é o autor das peças. Também sofre ações violentas e se refugia na comunidade hippie, em um sítio, no interior de São Paulo.

### Coronel Dr. Ruy Domênico Oliveira (Antônio Petrin)
Coronel e médico do Exército, trabalha no Hospital Militar e acoberta torturas com falsas autópsias. Ocasionalmente, os militares pedem para que ele salve a vida de guerrilheiros que ainda têm informações a prestar. É pai de Heloisa.

### Coronel Santos (Ivan de Almeida)
De índole naturalmente boa, discorda dos rumos tomados pela ditadura militar, mas tem dificuldade de se impor no meio extremamente hostil e violento da repressão contra a esquerda armada. Tem também dificuldade de conter a violência de Filinto em seu próprio regimento, já que Filinto é apoiado pelo pai, General Lobo Guerra.

### Beto Grande (Cacá Rosset)
Nome verdadeiro: Roberto Salvatto. Dono de uma cantina. Ator, apoia o Teatro e faz parte de um grupo. Tem um envolvimento com Dra. Marcela, e começa a ser ameaçado pelo Esquadrão da Morte e pelo Comando de Caça aos Comunistas. Acaba se apaixonando por Nina.

### Inspetor Fritz (Ernando Tiago)
De origem alemã, é conhecido como o “carrasco nazista”. É o braço direito de Delegado Aranha, com quem forma a mais temida dupla de torturadores do país. Adora criar situações teatrais para aumentar a humilhação de suas vítimas. Devasso e perverso, ele só consegue sentir desejo por mulheres quando é violento com elas. No fundo, é um homossexual enrustido, o que vem à tona quando ele se apaixona por Chico. Fritz faz parte do CCC (Comando de Caça aos Comunistas).

### Tenente Telmo (Fábio Villa Verde)
A princípio, é um militar do Exército que se infiltra entre os comunistas para obter informações e espionar, depois de se apaixonar por Nina, Telmo deserta do Exército e vai para o Movimento Guerrilheiro. Preso pelos militares, ele se torna uma ameaça aos amigos de guerrilha. Telmo se torna agente da repressão infiltrado no Movimento Guerrilheiro. Telmo participou do CCC (Comando de Caça aos Comunistas).

### Mário Luz (Gustavo Haddad)
Jornalista e autor de Teatro. Apaixonado por Maria desde que ela era adolescente. Ele se torna alvo do CCC (Comando de Caça aos Comunistas). Durante os “anos de chumbo”, ele é censurado, perseguido, ameaçado e preso. Para sobreviver, vai trabalhar no mesmo Jornal em que trabalha Thiago, pai de Maria. No Jornal, ele encontrará problemas por causa de suas posições políticas. Apesar de apaixonado por Maria, Mário acaba vivendo uma relação conflituosa com Stela, que o ama.

### Feliciana (Nicole Puzzi)
Governanta da família Guerra. Ela guarda um grande mistério. De personalidade duvidosa, Feliciana ajuda a cuidar das meninas que foram roubadas de seus pais por Filinto, um dos filhos do General Guerra. Sua relação com as meninas é bastante conturbada.

### João Paixão (Paulo Leal)
Filho de Thiago e Lúcia, irmão de Maria. Pertence ao grupo de Teatro Vanguarda. Essencialmente contestador, o grupo é alvo de ataques do CCC (Comando de Caça aos Comunistas). João não acredita que os militares possam ser vencidos por meio da luta armada e faz da arte sua forma de contestação. Decepciona-se com a política e começa a sonhar com um mundo novo, de paz e amor. Ele se torna praticamente um hippie, pacifista, adepto ao amor livre. Ele tem grandes problemas com sua parceira e namorada Stela, muito mais politizada que ele. João vai morar em uma comunidade hippie com Stela.

### Bartolomeu (Fábio Rhoden)
Jovem de classe média, estudante, junta-se a Batistelli e Jandira no Movimento Revolucionário. Acredita na luta armada como forma de depor o regime militar. Apaixona-se por Jandira, mulher casada e com idade para ser sua mãe.

### Edith (Aimée Ubaker)
Estudante de Filosofia. É simpatizante e apoia os colegas que se juntam à luta armada. Tem grandes ideais de liberdade para o país. Acredita na democracia. É contra a ditadura no Brasil e também corre risco de vida.

### Chico Duarte (Carlos Thiré)
É um diretor de teatro genial e revolucionário. Suas peças contestam a ditadura e a opressão. É alvo dos militares. Chico é preso, mas acaba se refugiando no interior com parte de sua trupe, onde montam uma comunidade hippie, entregue ao chamado “desbunde”, maneira que encontram para fugir das tensões políticas e continuar a praticar a arte, longe da guerra. Tem um envolvimento antigo com Miriam, mas a relação entre ambos fica abalada. Chico é bissexual e se apaixona por João, mas não é correspondido. Na prisão, seduz Fritz para escapar da tortura.

### Marta (Dani Moreno)
Estudante, grande amiga de Bete, muito corajosa, destemida, arrojada, acaba por liderar assaltos, aprende a ser exímia atiradora. Usa peruca loira em assaltos a banco, o que a faz ficar conhecida como a “loira dos assaltos”. É cortejada por Luís, mas nutre uma paixão platônica por Bete.

### Padre Bento (Diogo Picchi)
Ao lado de Inácio, dá suporte e refúgio a guerrilheiros em fuga. Sofre atrocidades. Chega a tentar suicídio, pois não aguenta as crueldades que sofre.

### Luís (Élcio Monteze)
Estudante, apaixona-se por Marta, que ama Bete, que o ama. Juntos viverão um triângulo amoroso de difícil resolução no meio das grandes dificuldades da luta armada contra a ditadura militar.

### Jeová (Lui Mendes)
É um bom carcereiro. Ao contrário de Aranha e Fritz, demonstra humanidade com os presos políticos. Passa recados, mensagens, traz comida, remédio e alívio para os torturados. É uma alma boa no inferno do cárcere do DOPS. É homossexual e se envolve com Chico Duarte depois que este sai da prisão.

### Bete (Natália Vidal)
Estudante secundarista, passa no vestibular da Faculdade de Filosofia e Ciências Sociais da USP. Tem grande participação na Guerra Maria Antonia. Entra para a Vanguarda com suas amigas Heloisa e Marta, grande trinca de guerrilheiras. Não suporta as agruras da clandestinidade e se junta à comunidade hippie do Grupo de Teatro. Bete se torna vértice de um quadrilátero amoroso.

### Nina Madeira (Pathy Dejesus)
Atriz, belíssima. Nina é quem mais se envolve com o Movimento Guerrilheiro. Critica outros artistas da Companhia que não querem partir para a luta armada e aderem ao chamado “desbunde”, opção pacifista. Como guerrilheira, ela passa a participar de assaltos, mas ao mesmo tempo mantém seu trabalho no Teatro. Com o tempo, ela cai na clandestinidade e sofre terríveis perseguições. Acaba tendo o apelido de "Subversiva Negra" pelos militares e o pessoal do DOPS.

### Heloisa Oliveira (Natasha Haydt)
Estudante, também é amiga de Marta e Bete. Também está envolvida nos sequestros e assaltos. Também terá grande participação na Guerra Maria Antonia. Heloisa é fã de Malcolm X e dos Panteras Negras. Heloisa também é filha do Coronel e médico do Exército, Dr. Ruy Domênico Oliveira.

### Padre Inácio (Pedro Lemos)
Sobrinho de Ana e de consideração do General Lobo Guerra, primo de José e Filinto. Ele passa a ajudar os guerrilheiros em sua paróquia, dando abrigo contra perseguições e os auxiliando em fugas. Ativo nas denúncias contra tortura no Brasil, inclusive a nível internacional. Acaba sendo preso, mas não chega a ser torturado por conta de suas influências. Apaixona-se por Nina, quando ela se refugia em sua paróquia. Fica em dúvida se deve ou não deixar o sacerdócio por ter dificuldade de conviver com o celibato.

### Davi (Tiago Abravanel)
Filho e neto de usineiros, revoltado contra a injustiça social, Davi também faz parte do Movimento Revolucionário que pretende derrubar a ditadura militar. Sofre perseguições e corre perigo de vida por conta de sua opção.

## As crianças

### Lara Fiel (Bruna Carvalho)
Ao contrário de Alice, a pequena Lara não tem mais lembranças de seus verdadeiros pais. Ela acredita que é filha de Filinto e Olivia e duvida da palavra da irmã. Ela desconfia de que é tudo imaginação da cabeça da irmã, mas, às vezes, fica em dúvida.

### Alice Fiel (Thaynara Bergamim)
Seus pais foram presos pouco depois do golpe militar, quando ela tinha 8 anos. Com a prisão dos dois, Alice e sua irmãzinha Lara foram levadas para a casa da família Guerra, onde são criadas como filhas por Olivia. Alice sabe que Filinto e Olivia não são seus verdadeiros pais. Ela fica ressentida com Filinto, a quem odeia.

## Participação especial

### Olívia Guerra (Patrícia de Sabrit)
Casa com Filinto, sofre nas mãos do marido por não aceitar o que ele faz aos comunistas. Acaba sendo assassinada pelo marido, após descobrir sobre uma organização paramilitar de caça aos comunistas que o seu marido e sogro fazem parte. Tenta ajudar as crianças procurando por Bianca, diretora de uma escola, consegue achar uma pessoa da família das meninas. Olívia foi torturada por Filinto e supostamente morta. Porém após a suposta morte de Olívia, aparece no enredo uma mulher chamada Violeta que alega ser a irmã gêmea de Olívia, o que ninguém imagina é que na verdade a irmã gêmea é ela mesma que não havia morrido e que voltou para se vingar de Filinto. Olívia foi salva pela enfermeira Julia que a tratou.

### Major Filinto Guerra (Nico Puig)
O grande vilão da história. Filinto é Major do Exército, sociopata e investido de autoridade militar que é um torturador, sádico, abusivo e de péssima índole. Filinto esconde mistérios e crimes do passado e também do presente. Nutre ódio pelos comunistas e inveja pelo irmão José. É protegido pelo pai e criticado pela mãe. Ao descobrir o amor de José por Maria Paixão faz tudo para separar os dois já que Maria é comunista. Torna-se uma grande ameaça para a integridade física de Maria. É casado com Olívia Guerra, que tenta se separar dele. Depois da suposta morte de Olívia tem um breve  relacionamento com Violeta que na verdade era Olívia após ter sido salva pela enfermeira Julia, Violeta no dia do casamento com Filinto, revela toda a verdade aos convidados e depois foge da igreja o deixando no altar. Após isso Filinto se casa com Miriam e alega ser pai do filho dela. Filinto faz parte do CCC (Comando de Caça aos Comunistas).

### Odete Fiel (Gabriela Alves)
Esposa de Carlo, ela é também considerada uma perigosa subversiva. É sequestrada. É dada como desaparecida, assim como seu marido. É a mãe das meninas Lara e Alice, mantidas na casa do General Guerra, depois de seu sumiço.

### Carlo Fiel (Marcos Breda)
Comunista, revolucionário, considerado perigoso e subversivo por militares da linha-dura e policiais do DOPS. É perseguido, torturado e dado como desaparecido. Casado com Odete, é o pai das meninas Lara e Alice, que são levadas para a casa do General Lobo Guerra.

### Bianca Luz (Isadora Ribeiro)
Professora de Lara e Alice, é procurada por Olívia a propósito de achar os avós das meninas, mas acaba sendo torturada e estuprada por militar e resolve sair do país.

### Coronel Demóstenes (Mario Borges)
Coronel do Exército, fica ao lado da legalidade na época do golpe militar. No quartel, entra em confronto com o General Lobo Guerra e seu filho, o Major Filinto Guerra, que fazem parte da conspiração.

### Augusto (Rogério Marcico)
Pai de Carlo. Augusto mora nos Estados Unidos e vem ao Brasil procurar pelo filho e suas netas que estão desaparecidos, acaba sendo assassinado.

### Geraldo (Claudio Cavalcanti)
Líder camponês, incentivador das ligas camponesas e sindicatos de trabalhadores rurais. É preso e barbaramente espancado por policiais do DOPS. Consegue sair da prisão e retorna à atividade revolucionária. Prega a luta armada contra a ditadura.

### Delegado Aranha (Jayme Periard)
Delegado do DOPS, bandido travestido de autoridade policial, participante do CCC (Comando de Caça aos Comunistas) e do Esquadrão da Morte. Sádico, violento, executa “terroristas” e criminosos. É corrupto, um dos piores exemplares da espécie humana, capaz de cometer as maiores atrocidades. Desquitado, ele tem mulher e filhos, mas que praticamente não aparecem na novela. Apaixona-se por Marta, estudante, e comete agressões contra a moça. É perseguido por meio de denúncias do jornal de Marina Campobello. É duramente atingido pelas investigações da advogada Dra. Marcela.

### General Alcides Lobo Guerra (Reinaldo Gonzaga)
É um dos grandes vilões da história. Conspira todo o tempo a favor do endurecimento do regime, da radicalização da ditadura. Sua grande justificativa é que o Brasil não pode cair nas mãos dos comunistas. É a favor da tortura como método interrogatório. Incentiva, ajuda a patrocinar e faz parte do CCC (Comando de Caça aos Comunistas). Péssimo marido, trata mal a mulher, Ana. Frequenta a casa de uma prostituta. Seu melhor amigo e confidente é seu filho mais velho, Filinto, torturador como ele. Lobo Guerra tem grandes problemas e divergências com o filho José, que luta pela democracia no Brasil e acaba por desertar do Exército para se juntar ao Movimento Guerrilheiro após se apaixonar por Maria Paixão. Lobo Guerra já teve um envolvimento amoroso com Feliciana.

### Jandira  (Lúcia Veríssimo)
Jornalista. Uma bela mulher, participa de sequestros, assaltos, e acaba caindo na clandestinidade. Fica muito amiga de Thiago no Jornal, e acaba entrando para o mesmo grupo de guerrilha, a Vanguarda, do qual Maria, filha de Thiago, também faz parte. Envolve-se com Batistelli  e se tornam os dois guerrilheiros mais temidos do país. Planejam assaltos milionários e comandam ações ousadas. Responsáveis pelo assassinato de um militar americano, sequestro de embaixadores e roubo do cofre de um político corrupto e milionário. Jandira vive grandes aventuras. É a grande líder feminina da guerrilha.